# Claude d'Harcourt
Ne doit pas être confondu avec Claude Emmanuel d'Harcourt.
Claude d'Harcourt, né le 13 juillet 1955 à Paris, est un haut fonctionnaire français. 
Préfet, il fait l'essentiel de sa carrière au ministère de l'Intérieur. Après avoir été directeur de l'Administration pénitentiaire, il est à la tête de plusieurs agences régionales de santé puis exerce comme directeur général des étrangers en France avant de prendre sa retraite en juillet 2022.

## Biographie

### Origines, études et début de carrière
Né le 13 juillet 1955 à Paris, Claude d'Harcourt appartient à la maison d'Harcourt, l'une des plus anciennes familles subsistantes de la noblesse française, originaire de Normandie.
Diplômé de l'Institut d'études politiques de Paris, il est affecté comme administrateur civil au ministère de l'Intérieur dès sa sortie de l'École nationale d'administration en 1981 (promotion « Droits de l'Homme »). Directeur de cabinet du préfet de la Haute-Savoie puis du préfet de Seine-et-Marne de 1982 à 1984, il est sous-préfet de Carpentras de 1984 à 1986.
En 1987, il rejoint l'administration centrale du ministère de l'Intérieur comme adjoint au sous-directeur des affaires financières puis est nommé chef du bureau des affaires budgétaires au sein de cette sous-direction. En 1989, il devient directeur de cabinet du directeur de la Sécurité civile. Sous-directeur de l'administration et de la modernisation à la direction de la Sécurité civile de 1991 à 1994, il est ensuite nommé sous-directeur des affaires financières à la direction de la programmation, des affaires financières et immobilières. 
En 1996, il retrouve un poste territorial comme secrétaire général de la préfecture de Seine-Saint-Denis. Il revient à l'administration centrale en mars 1999 comme directeur de la programmation, des affaires financières et immobilières du ministère de l'Intérieur.
En octobre 2002, il rejoint la préfecture de police de Paris en tant que secrétaire général pour l'administration, poste qu'il occupe jusqu'à fin 2005. Il est titularisé préfet en 2004.

### Directeur de l'Administration pénitentiaire
Claude d'Harcourt est nommé directeur de l'Administration pénitentiaire au ministère de la Justice le 6 janvier 2006. Alors âgé de 50 ans, il succède au préfet Patrice Molle qui occupait le poste depuis janvier 2004,. 
Afin de lutter contre l'alcoolisme chez les agents pénitentiaires, il rappelle dès son arrivée les risques professionnels liés à la consommation d'alcool et appelle à une politique de prévention. Dans cette perspective, il ordonne le contrôle des sacs des surveillants prenant leur service de nuit à l'entrée de tous les établissements pénitentiaires français, un soir de septembre 2006. 
Il fait également de la lutte contre le suicide des personnes détenues une priorité, mettant en place un plan de prévention ayant permis de diminuer leur nombre de 23 % en 2006. 
La même année, il déclare faire siennes les Règles pénitentiaires européennes publiées par le Conseil de l'Europe et annonce leur publication sous forme d'un livret distribué aux personnels pénitentiaires et aux bibliothèques des prisons afin de rappeler « le cadre éthique des pratiques professionnelles » et d'afficher que « le détenu est au centre de nos préoccupations ». 
En septembre 2009, alors que s'achèvent les débats parlementaires sur la future loi pénitentiaire, Claude d'Harcourt adresse aux directeurs interrégionaux des services pénitentiaires un courrier dans lequel il se félicite de l'adoption prochaine du texte. Dans sa lettre, il regrette l'influence selon lui négative des commentaires du commissaire aux droits de l'homme, du Contrôleur général des lieux de privation de liberté et de l'Observatoire international des prisons, lesquels ont sévèrement critiqué les régimes différenciés qui étaient un point clé de la loi. Après la publication de la lettre par l'Observatoire international des prisons, les sénateurs socialistes ont réclamé sa démission tandis que la garde des Sceaux Michèle Alliot-Marie lui a demandé de s'expliquer sur ce courrier envoyé avant l'adoption définitive du texte par le Parlement. 

### Directeur général d'Agences régionales de santé
Nommé préfet hors cadre en janvier 2010, Claude d'Harcourt devient directeur général de l'agence régionale de santé (ARS) de Haute-Normandie le 14 janvier 2011,. Après quatre ans à la tête de l'administration pénitentiaire, il rejoint le milieu de la santé en estimant que « dans les deux cas, l'exigence éthique est forte ». Lors de la présentation du plan régional 2012-2017, il annonce la création d'un observatoire du handicap.
Le 14 décembre 2012, il prend la tête de l'ARS de Lorraine, succédant à Jean-François Bénévise. Dès son arrivée, il accorde une grande importance à la saine gestion des deniers publics dans une région désertée par les médecins, la troisième après la Guadeloupe et la Martinique. Après la réforme territoriale de 2015 et la fusion des régions Alsace, Champagne-Ardenne et Lorraine, il est choisi pour diriger la nouvelle ARS du Grand Est à compter du 1er janvier 2016,.
Un an plus tard, il est nommé directeur général de l'ARS de Provence-Alpes-Côte d'Azur. Son management fait l'objet de critiques de la part du personnel, un quart des agents ayant exprimé leur mal-être lors de deux assemblées générales en novembre 2018.

### Préfet de la Loire-Atlantique
Le 8 novembre 2018, il succède à Nicole Klein comme préfet de la région Pays de la Loire, préfet de la Loire-Atlantique. Dans une interview accordée à Ouest-France, il estime avoir été choisi par Emmanuel Macron dans une volonté « d'oxygéner la fonction publique », grâce à son parcours éclectique. Pourtant, sa réputation de manager le précède : dès son arrivée à Nantes, trois semaines après sa nomination, les syndicats déclarent observer les premiers pas du nouveau préfet « sans a priori » mais « avec vigilance ». Après deux ans d'exercice marqués notamment par un refroidissement des relations avec la mairie de Nantes concernant l'accueil des demandeurs d'asile, il quitte la préfecture en août 2020 alors que Didier Martin lui succède.
Son mandat est surtout marqué par la mort de Steve Maia Caniço en marge de la Fête de la musique, le 22 juin 2019 à Nantes. Le 14 octobre 2021, Claude d'Harcourt, devenu directeur général des étrangers en France, est mis en examen pour homicide involontaire, aux côtés de Grégoire Chassaing, directeur départemental de la sécurité publique de Loire-Atlantique par intérim à l'époque des faits, et du sous-préfet Johann Mougenot, qui était alors son directeur de cabinet à la préfecture. Le 28 octobre 2022, sa mise en examen est annulée par le parquet général près la cour d'appel de Rennes, et il se voit placé sous le statut de témoin assisté. 

### Directeur général des étrangers en France
Le 24 août 2020, il remplace Pierre-Antoine Molina comme directeur général des étrangers en France (DGEF). À ce titre, il devient membre du conseil d'administration de l'Institut national d'études démographiques. Après deux ans d'exercice, il atteint la limite d'âge et fait valoir ses droits à la retraite à compter du 14 juillet 2022. Le préfet Éric Jalon lui succède à la tête de la DGEF.
Il est nommé conseiller du ministre de l'Intérieur et des Outre-mer, Gérald Darmanin, en janvier 2023,.

## Récompenses et distinctions

### Décorations
- Officier de la Légion d'honneur (2021)[35]
- Officier de l'ordre national du Mérite (2004)[36]
- Chevalier de l'ordre des Palmes académiques
- Médaille d'honneur de l'administration pénitentiaire, or
- Médaille de la sécurité intérieure, argent (2024)[37]